# Lukachukai
Lukachukai é uma Região censo-designada localizada no estado americano de Arizona, no Condado de Apache.

## Demografia
Segundo o censo americano de 2000, a sua população era de 1565 habitantes.

## Geografia
De acordo com o United States Census Bureau tem uma área de
57,1 km², dos quais 57,1 km² cobertos por terra e 0,0 km² cobertos por água. Lukachukai localiza-se a aproximadamente 1993 m acima do nível do mar.

## Localidades na vizinhança
O diagrama seguinte representa as localidades num raio de 48 km ao redor de Lukachukai.